# Santa Rosalía de Camargo
Santa Rosalía de Camargo, ou simplesmente Camargo, é uma cidade do estado de Chihuahua, localizado no México. Fundada em 25 de novembro de 1797, tem 40221 habitantes consoante índices de 2010.

## Cidades irmãs
- Kansas City[4]